# Iryna Tybinka
Iryna Tybinka (ukrainisch Ірина Тибінка; * 27. Juli 1977 in Lwiw) ist eine ukrainische Diplomatin. Sie vertrat die Ukraine in verschiedenen diplomatischen Positionen in Kiew, Österreich, Russland und Deutschland. Seit September 2020 ist sie die Generalkonsulin der Ukraine in Hamburg.
Seit dem russischen Angriffskrieg auf die Ukraine ab dem 24. Februar 2022 ergriff Tybinka besonders zu Bildungsfragen ukrainischer Kinder und Jugendlicher in Deutschland mehrmals Position.

## Beruflicher Werdegang
Die berufliche Laufbahn Tybinkas begann im November 1999 mit dem Eintritt in den auswärtigen Dienst der Ukraine in der Politischen Abteilung des Ministeriums der Ukraine für Auswärtige Angelegenheiten in Kiew.
Von August 2002 bis Juli 2006 arbeitete sie als Vize-Konsulin des Generalkonsulats der Ukraine in Frankfurt am Main, wo sie sich bereits damals für die kulturelle Erziehung ukrainischstämmiger Kinder einsetzte. Im August 2006 stieg sie dann zur Zweiten Sekretärin und kurz darauf zur Ersten Sekretärin der Politischen Abteilung im Außenministerium der Ukraine in Kiew auf.
Im September 2009 wurde Iryna Tybinka als Erste Botschaftssekretärin für Kulturfragen in die Botschaft der Ukraine in der Republik Österreich nach Wien entsandt, wo sie bis August 2010 blieb, als sie zur Ersten Botschaftssekretärin / Botschaftsrätin für politische Angelegenheiten in die Botschaft der Ukraine in der Russischen Föderation nach Moskau versetzt wurde. Dort blieb Tybinka bis 2013.
Von August 2013 bis Juli 2017 wurde sie zur Leiterin des Referats für politische Analyse und Planung in der Politischen Abteilung sowie Stellvertretende Direktorin der Politischen Abteilung des Außenministeriums der Ukraine berufen, bis sie im August 2017 als Gesandte Botschaftsrätin in die Botschaft der Ukraine in der Bundesrepublik Deutschland in Berlin kam. Dort blieb sie bis Ende 2020.
Seit dem 30. September 2020 ist Iryna Tybinka die Generalkonsulin der Ukraine in Hamburg. Ihre Exequatur erhielt sie vom Außenministerium der Bundesrepublik Deutschland.

## Ausbildung und Familie
Ihr Studium absolvierte Iryna Tybinka von 1994 bis 1999 an der Nationalen Iwan-Franko-Universität Lwiw, an der Fakultät für Internationale Beziehungen. Der Schwerpunkt ihres Studiums waren Internationale Wirtschaftsbeziehungen. Sie erhielt ihr Diplom mit Auszeichnung.
Iryna Tybinka nahm im Jahr 2000 am 19. Kurs für junge Diplomaten im Auswärtigen Amt in Berlin teil.
Im Jahr 2014 begann sie eine Promotion am Lehrstuhl für regionale Wirtschaft in der Staatlichen Bildungseinrichtung „M.I.Dolishnij-Institut für Regionalforschungen der Nationalen Akademie der Wissenschaften der Ukraine“ in Lwiw, wo man ihr 2017 den Doktor der Wirtschaftswissenschaften verlieh.
Tybinka hat eine Tochter.

## Ausgewählte Veröffentlichungen
- „Es geht um die Zukunft eines Volkes“ – Gastbeitrag zu Bildungsfragen in Table.Bildung.[4]
- „Der eingefrorene Krieg ist ein ewiger Krieg“ – Gastbeitrag im Hamburger Abendblatt.[5]
- „Es geht hier um den Kampf zweier Weltanschauungen“ – Interview mit der ZEIT.[6]
- „Russland will die sogenannte De-Ukrainisierung“ – Interview mit der Berliner Zeitung.[7]
- Keynote von Iryna Tybinka, Generalkonsulin der Ukraine in Hamburg am 30. Juni 2022 bei EuroMinds.[8]
- Radiointerview über die ukrainische Wartime Diplomacy beim ukrainischen Suspilne Radio.[9]